# Helle Thorningová-Schmidtová
Helle Thorningová-Schmidtová (* 14. prosince 1966, Rødovre) je dánská sociálně demokratická politička, od října 2011 do června 2015 předsedkyně vlády, když svůj kabinet zformovala po vítězných parlamentních volbách. Ve funkci nahradila Larse Rasmussena, jenž se následně do úřadu opět vrátil. Stala se první ženou v čele dánské vlády.
Je absolventkou Kodaňské univerzity v oboru politologie.
V letech 1999 až 2004 byla členkou Evropského parlamentu (ve Straně evropských socialistů), poté byla od roku 2005 členkou dánského parlamentu.
V červnu 2015 přivedla sociální demokracii k vítězství ve volbách s více než 26 procenty hlasů, ale nedokázala sestavit vládu s většinovou podporou v parlamentu a pak odstoupila z čela strany. Po odchodu z politiky působila v nevládní organizaci Save the Children. Od roku 2020 je spolupředsedkyní dozorčí rady společnosti Meta. Je také členkou představenstva firmy Vestas a působí ve vedení think tanků Atlantická rada a Rada pro mezinárodní vztahy. 
Jejím manželem je britský architekt Stephen Kinnock a z minulého manželství má dvě děti. 